# یونجولر (یوسف‌علی)
یونجولر (به ترکی استانبولی: Yüncüler، به ارمنی: Հնգամեկ) یک منطقهٔ مسکونی در ترکیه است که در یوسف‌علی واقع شده‌است. یونجولر ۴۱۰ نفر جمعیت دارد.